# Dendrobium hamiferum
Dendrobium hamiferum är en orkidéart som beskrevs av Phillip James Cribb. Dendrobium hamiferum ingår i släktet Dendrobium, och familjen orkidéer. Inga underarter finns listade i Catalogue of Life.